# Jacksonville Jaguars
O Jacksonville Jaguars é uma franquia de futebol americano profissional sediado em Jacksonville, Flórida. Os Jaguars competem na National Football League (NFL) como um clube membro da Divisão Sul da American Football Conference (AFC). A equipe joga seus jogos em casa no EverBank Stadium.
Os Jaguars e o Carolina Panthers se juntaram à NFL como equipes de expansão para a temporada de 1995. Desde a sua criação, os Jaguars ganharam os títulos de divisão em 1998 e 1999 (como membros da agora extinta AFC Central) e 2017 (como membros da AFC South) e se classificaram para os playoffs sete vezes, mais recentemente em 2017 após dez temporadas de seca.
Até o início de 2011, o dono do Jacksonville Jaguars era Wayne Weaver. A equipe foi então comprada pelo empresário paquistanês Shahid Khan por estimados US $ 770 milhões. Em 2015, a Forbes estimou o valor da equipe em US $ 1,48 bilhão.

## História

### 1989–1994

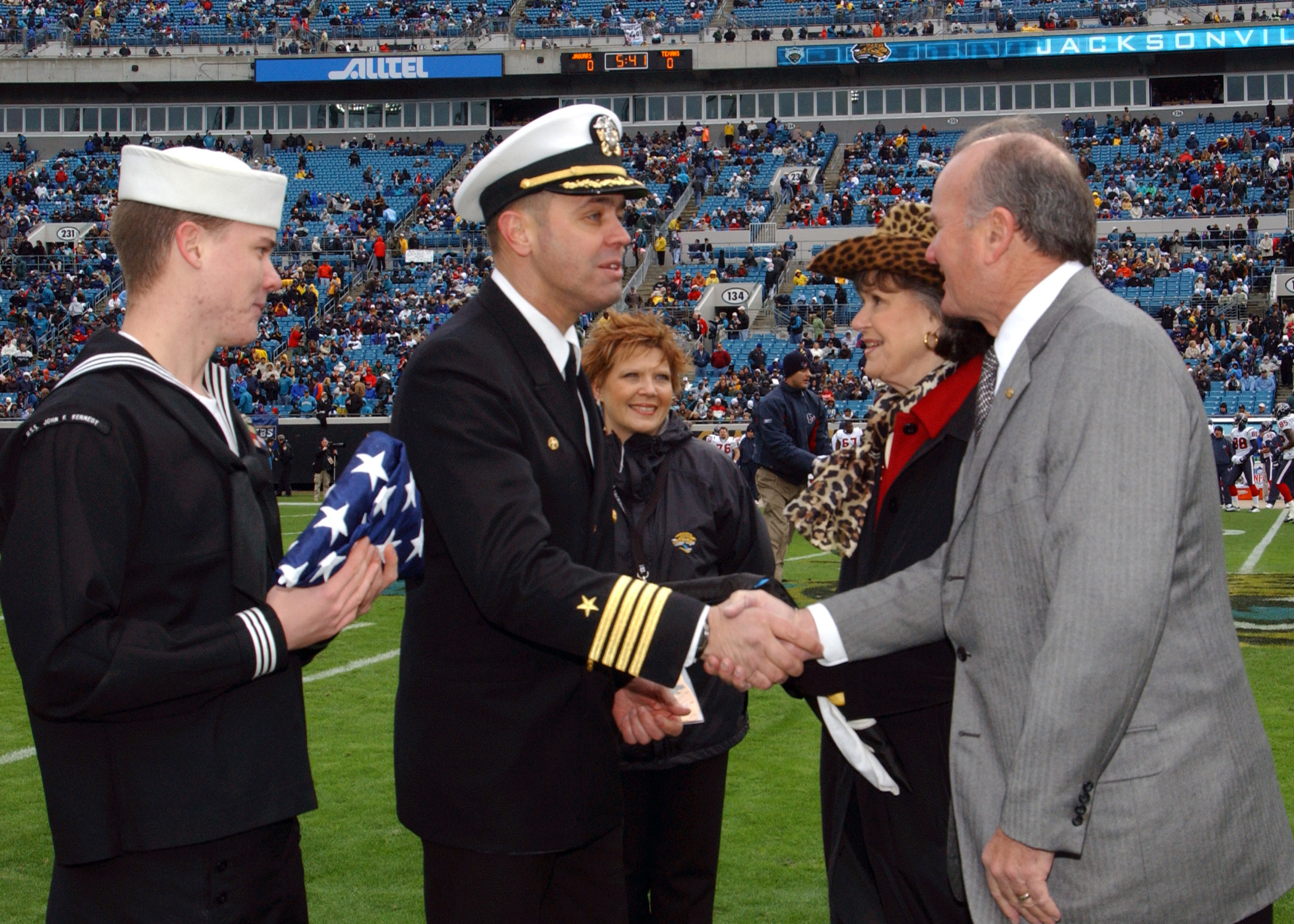
Wayne Weaver (à direita) foi o primeiro proprietário do Jacksonville Jaguars de 1993 a 2011.

Em 1989, o grupo prospectivo chamado Touchdown Jacksonville! foi organizado. O grupo inicialmente incluiu o futuro governador da Flórida, Jeb Bush, o desenvolvedor de Jacksonville, Tom Petway, e chegou a ser liderado pelo magnata dos sapatos, Wayne Weaver, fundador da Nine West. Em 1991, a NFL anunciou planos para adicionar duas equipes de expansão em 1994 (mais tarde adiada para 1995), sua primeira expansão desde a adição em 1976 do Seattle Seahawks e do Tampa Bay Buccaneers. Touchdown Jacksonville! anunciou sua oferta de equipe e Jacksonville foi escolhido como um dos cinco finalistas, juntamente com Charlotte, St. Louis, Baltimore e Memphis.
Jacksonville foi considerado o candidato de expansão menos provável por várias razões. A área metropolitana de Jacksonville e o mercado de televisão eram menores que os de quase todos os times da liga. Embora Jacksonville fosse a 15ª maior cidade do país na época (cresceu desde então e se tornou a 11º), sempre foi um mercado de tamanho médio, porque os subúrbios e as áreas rurais circundantes são muito menores do que a própria cidade. Havia 635.000 pessoas em Jacksonville, de acordo com o censo de 1990, mas apenas 900.000 pessoas na área metropolitana. Além disso, o estádio Gator Bowl estava desatualizado e o grupo de proprietários lutava para negociar um contrato de arrendamento com a cidade. As negociações conturbadas sobre o contrato de arrendamento da Gator Bowl levaram o grupo de proprietários a desistir da licitação de expansão da NFL em julho de 1993.
Charlotte foi premiada com a primeira franquia - Carolina Panthers - em outubro de 1993. Surpreendentemente, a nomeação da segunda cidade de expansão foi adiada por um mês. A maioria dos especialistas especulou que o atraso foi feito para permitir que St. Louis apoiasse sua oferta. No entanto, em uma jogada surpreendente, os proprietários da NFL votaram por 26 a 2 a favor da concessão da 30ª franquia para Jacksonville.
Após o Gator Bowl em 31 de dezembro de 1993, o antigo estádio foi demolido e substituído por uma superestrutura de concreto armado. Tudo o que restava do antigo estádio era o corredor superior oeste e uma parte do sistema de rampa. Para acomodar a construção, os jogos de 1994 e 1995 foram divididos entre os campos da Flórida e da Geórgia e o Gator Bowl de 1994 foi jogado no Ben Hill Griffin Stadium, em Gainesville.

### 1995–2002

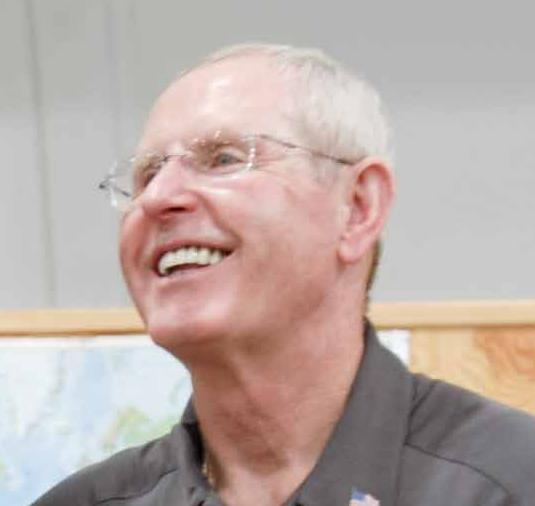
Tom Coughlin foi treinador principal de Jacksonville nas oito primeiras temporadas

Em janeiro de 1994, Wayne Weaver escolheu Tom Coughlin como o primeiro treinador dos Jaguars. Coughlin já tinha trabalhado como treinador na NFL, mas ocupou cargos menores.
A contratação de Coughlin contrastou com os movimentos de contratação feitos pela outra equipe de expansão. No mesmo mês em que Weaver contratou Coughlin como seu treinador principal, o proprietário do Carolina Panthers, Jerry Richardson, contratou o ex-gerente geral do Buffalo Bills, Bill Polian, como o primeiro GM dos Panthers. Como Weaver não tinha intenção de contratar um gerente geral, ficou claro que Coughlin teria a maior parte da autoridade em relação às decisões de contratação. Coughlin passou o ano como "treinador principal sem equipe", preparando-se para os projeto de expansão, da agência livre e do draft na primavera de 1995.

#### 1995
Junto com o Carolina Panthers, o Jacksonville Jaguars entrou na NFL como as primeiras equipes de expansão em quase 20 anos. Ambas as equipes participaram do draft de expansão da NFL de 1995, com os Jaguars selecionando Steve Beuerlein com a primeira escolha. Beuerlein rapidamente sua posição de titular para o ex-membro do Green Bay Packers, Mark Brunell. Os Jaguars terminaram sua temporada inaugural com um recorde de 4-12. Tanto os Jaguars quanto os Panthers (7-9) quebraram o recorde anterior de mais vitórias de uma equipe de expansão (3) estabelecida pelo Cincinnati Bengals em 1968. A temporada inaugural contou com muitos dos jogadores que levariam Jacksonville aos playoffs nas próximas quatro temporadas da equipe, incluindo o quarterback Mark Brunell (adquirido em uma troca com o Green Bay), o jogador de linha ofensiva Tony Boselli (draftado na 2ª escolha geral no Draft de 1995), o running back James Stewart (também selecionado no Draft de 1995), e o wide receiver Jimmy Smith (contratado como agente livre).

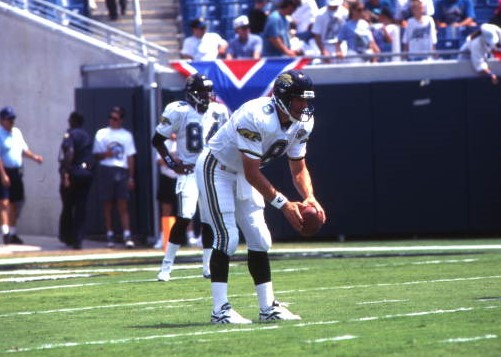
Mark Brunell treinando com os Jaguars antes de seu jogo inaugural em 3 de setembro de 1995.

A equipe jogou seu primeiro jogo da temporada regular em casa na frente de uma multidão de 72.363 em 3 de setembro de 1995, uma derrota de 10-3 contra o Houston Oilers. A equipe conseguiu sua primeira vitória na semana 4, quando os Jaguars derrotaram os Oilers por 17-16 no dia 1º de outubro em Houston. Na semana seguinte contra o Pittsburgh Steelers, os Jaguars conquistaram sua primeira vitória em casa ao derrotar os Steelers por AFC 20-16. As outras duas vitórias da equipe aconteceram contra o Cleveland Browns no último jogo dos Browns antes de a equipe se mudar para Baltimore e ser rebatizada como Ravens.

#### 1996
A temporada de Jacksonville em 1996 foi um sucesso marcante, pois venceu seis dos últimos sete jogos da temporada e terminou com um recorde de 9-7. O quarterback Mark Brunell jogou para mais de 4.000 jardas e os receptores Keenan McCardell e Jimmy Smith acumularam mais de 1.000 jardas de recebimento.
Os Jaguars visitaram o Buffalo Bills em seu primeiro jogo de playoff na história da franquia. Apesar de ser um azarão, os Jaguars venceram por 30-27 no último jogo da carreira do quarterback de Buffalo, Jim Kelly. O seu próximo jogo foi contra o Denver Broncos, que o melhor time da AFC, se não da NFL. No que é frequentemente considerado como uma das três maiores viradas na história dos playoffs da NFL, os Jaguars derrotaram os Broncos pela mesma pontuação da semana anterior contra os Bills, 30-27. Ao voltar para casa, os Jags foram recebidos por cerca de 40 mil torcedores no estádio. Muitos desses fãs assistiram ao jogo no estádio e ficaram até as primeiras horas da manhã quando a equipe chegou. No AFC Championship Game, a temporada de milagres dos Jaguars chegou ao fim, já que eles perderam por 20-6 para o New England Patriots, em Foxborough.

#### 1997–99

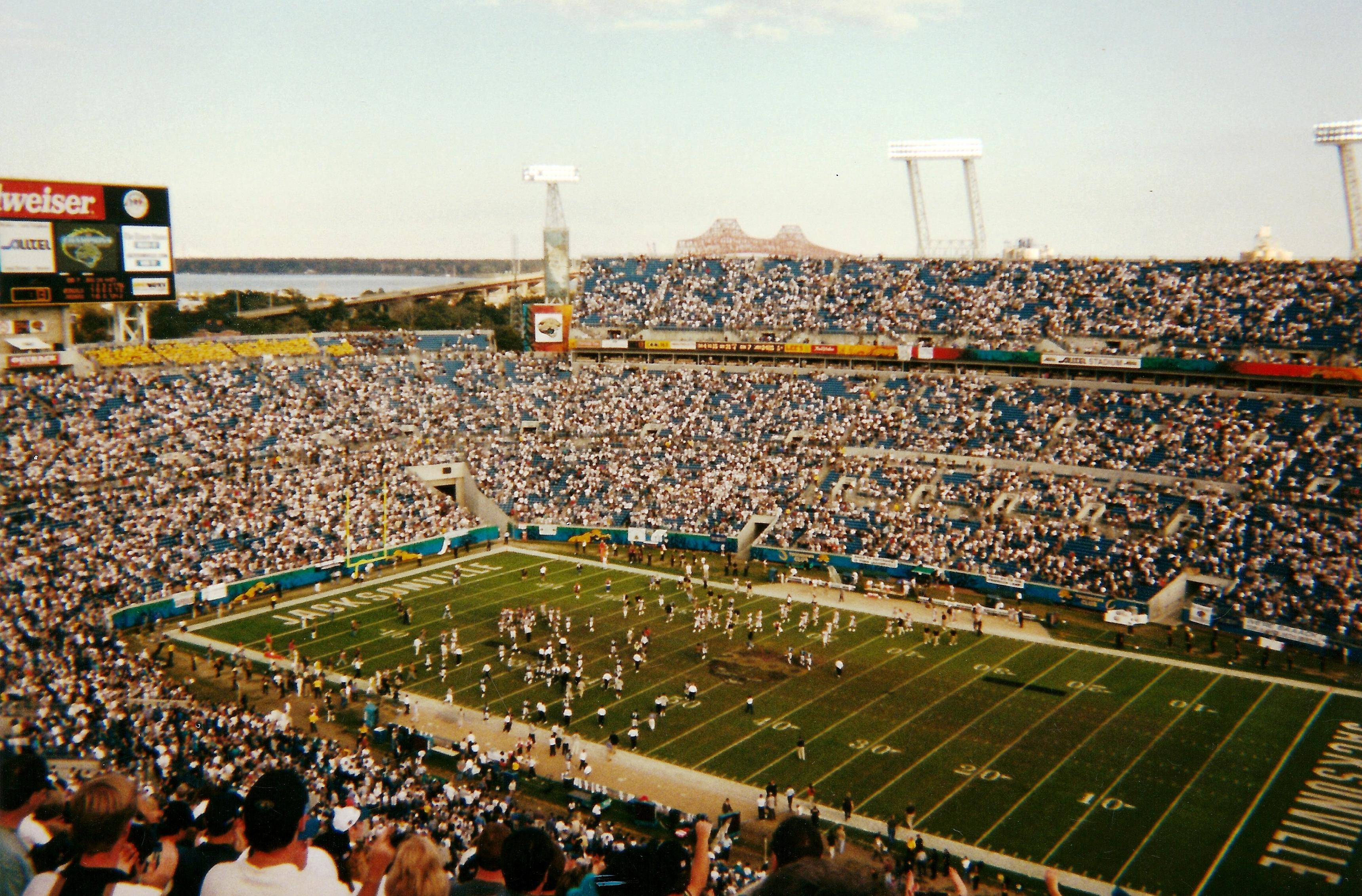
Jacksonville Jaguars vs. Cincinnati Bengals em Janeiro de 2000.

Em 1997, a terceira temporada da franquia, os Jaguars e os Steelers terminaram a temporada com um recorde de 11-5, no topo da Divisão Central da AFC. Pittsburgh ganhou a divisão em um tiebreaker. Como resultado, os Jaguars se classificaram para o Wild Card. A pós-temporada de Jags terminaria rapidamente no primeiro jogo, uma derrota por 42-17 contra o eventual campeão do Super Bowl, o Denver Broncos, no Mile High Stadium. Os Broncos, liderado por Terrell Davis, correu à vontade contra os Jaguars, correndo para 5 touchdowns e mais de 300 jardas.
Em 1998, os Jaguars terminaram novamente com um recorde de 11-5 e conquistaram seu primeiro título da Divisão Central da AFC. A equipe se tornou a primeira equipe de expansão da NFL a fazer os playoffs três vezes em suas primeiras quatro temporadas. Na Rodada de Wild Card, os Jaguars venceram seu primeiro jogo, 25-10 sobre o New England Patriots. A temporada da equipe terminou na semana seguinte na Rodada Divisional, quando o New York Jets os derrotou por 34-24.
Em 1999, os Jaguars compilou um recorde de 14–2 na temporada regular, o melhor recorde na história da franquia. As duas derrotas da equipe foram para os Tennessee Titans. Os Jaguars venceu a Divisão Central do AFC pelo segundo ano consecutivo e conquistou a primeira posição na AFC. Os Jaguars recebeu o Miami Dolphins nos playoffs da AFC Divisional e venceu por 62-7 no que seria o último jogo de Dan Marino e Jimmy Johnson. Os 62 pontos e a margem de 55 pontos de Jacksonville são a segunda maior na história da NFL e a corrida de 90 jardas de Fred Taylor no primeiro quarto é a mais longa de todos os tempos nos playoffs da NFL.
A tentativa dos Jaguars de conquistar o título do Super Bowl chegou ao fim na semana que vem, na Final da AFC. Os Jags perderam para os Titans por 33-14. Os Jaguars terminaram a temporada com um recorde de 15-13, com todas as três derrotas sofridas contra os Titans. A derrota marcou o fim de uma era que viu os Jaguars fazerem os playoffs em quatro dos primeiros 5 anos da equipe e seria a última aparição nos playoffs até a temporada de 2005.

#### 2000–02
Os Jaguars lutaram durante este período, devido em parte aos problemas de limite salarial. Na temporada de 2000, o experiente quarterback Mark Brunell e o jovem running back, Fred Taylor, lideraram o time em uma dolorosa temporada que terminou com um recorde de 7-9. Os Jaguars terminaram com recordes de 6-10 nas temporadas de 2001 e 2002.
Após a temporada de 2002, o treinador Tom Coughlin foi demitido após oito temporadas, levando os Jaguars a um recorde total de 68-60 e quatro viagens para os playoffs. A temporada de 2002 também marcou a última temporada completa do quarterback dos Jaguars, Mark Brunell, que foi reserva a partir do terceiro jogo de 2003 de Byron Leftwich. Brunell acumulou mais de 25.000 jardas como jogador dos Jaguars e foi selecionado três vezes para o Pro Bowl. Em 2002, a NFL dividiu as duas conferências em quatro divisões, enviando os Jacksonville Jaguars para a AFC South. Isso os colocou na mesma divisão que: Indianapolis Colts, Tennessee Titans e o Houston Texans.

### 2003–2011

#### 2003–05

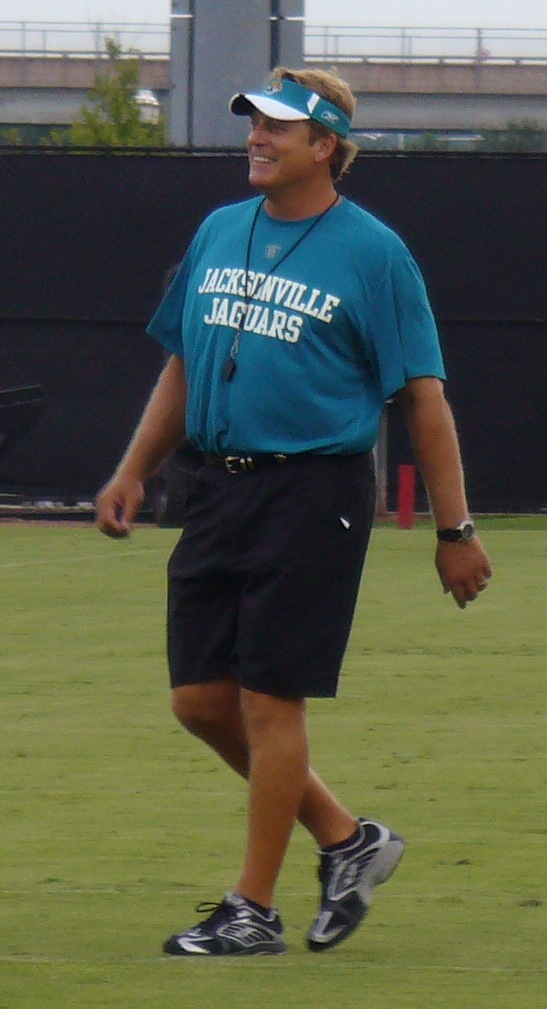
Jack Del Rio, estabeleceu um recorde da NFL para temporadas consecutivas (9), treinando uma equipe sem vencer o título da divisão.

Em 2003, os Jaguars contrataram Jack Del Rio como treinador principal. Del Rio foi um linebacker durante o final dos anos 80 e início dos anos 90 antes de se aposentar. Ele foi anteriormente o coordenador defensivo do Carolina Panthers e antes disso, Del Rio foi o treinador dos linebackers do Baltimore Ravens. Os Jaguars selecionaram o quarterback Byron Leftwich na sétima escolha do draft da NFL. Os Jaguars tinham grandes esperanças para o seu novo quarterback mas a equipe teve muitos fracassos, terminando a temporada de 2003 com um recorde de 5-11 e não indo para os playoffs pela quarta temporada consecutiva. Apesar de resolver seus problemas de teto salarial, a reconstrução da equipe estava claramente demorando mais do que o esperado.

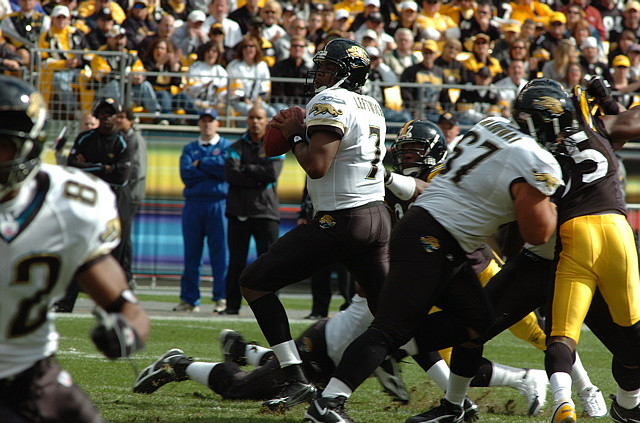
Byron Leftwich foi o quarterback dos Jaguars de 2003 a 2006

A temporada de 2004, a 10ª temporada dos Jaguars, resultou em um recorde de 9-7, sua primeira temporada vencedora desde 1999. A defesa dos Jaguars foi um ponto forte, já que incluiu dois jogadores do Pro Bowl, os Defensive tackle, Marcus Stroud e John Henderson. 
Josh Scobee foi selecionado na 5ª rodada do Draft de 2004 e se tornou um placekicker dominante, estabelecendo vários recordes da franquias. Byron Leftwich teve um ano sólido em 2004, ajudado pelo forte desempenho dos holdings Fred Taylor e Jimmy Smith. Infelizmente, Taylor sofreu uma lesão contra Green Bay que encerrou a sua temporada.
Os Jaguars de 2005 esperavam desafiar os Colts pelo título da divisão. No entanto, devido ao seu início cintilante de 13-0, incluindo duas vitórias contra os Jaguars, os Colts conquistaram facilmente o título da AFC South. Com um recorde de 12-4, os Jaguars ganharam a vaga de wild card e foram pros playoffs pela primeira vez desde 1999. Os Jaguars terminaram a temporada perdendo por 28-3 para o New England Patriots em 7 de janeiro de 2006, na rodada de wild card da AFC.

#### 2006

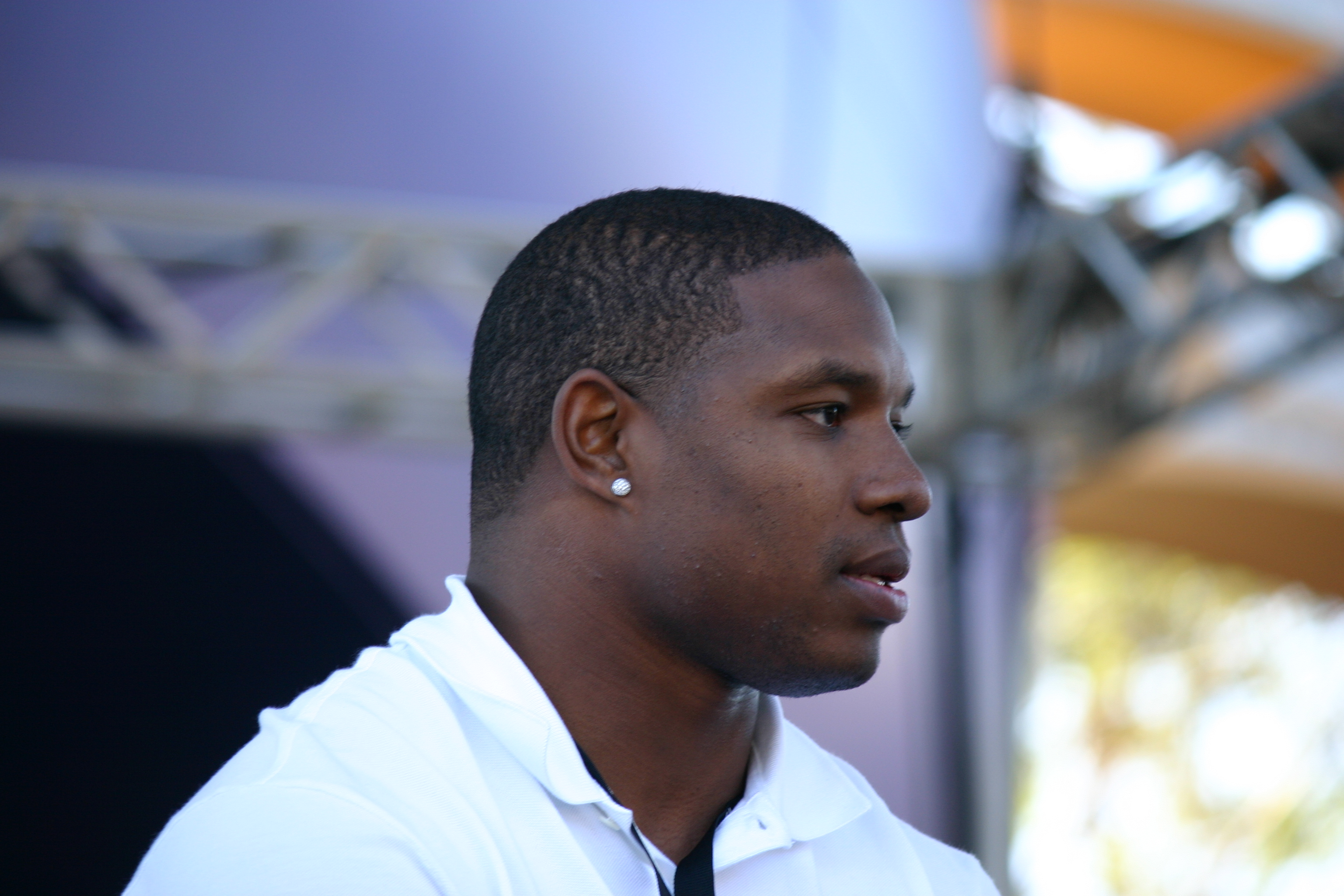
Maurice Jones-Drew, um dos menores running backs da liga, acabou por ser uma escolha de segunda escolha dos Jags.

Jacksonville parecia um time em ascensão saindo de sua temporada de 12-4 e foi considerado um candidato aos playoff. Mas as lesões atormentaram o time. Reggie Hayward, Greg Jones, Donovin Darius, Byron Leftwich e Mike Peterson sofreram lesões que encerram sua temporada. Marcus Stroud, Matt Jones, Paul Spicer e Fred Taylor também enfrentaram lesões durante a temporada. A equipe começou em 2-0, derrotando o Dallas Cowboys e o Pittsburgh Steelers. Mas a equipe perdeu seus dois próximos jogos, e sofreu derrotas embaraçosas para o Houston Texans ao longo da temporada. Eles terminaram a temporada com um recorde de 8-8 e não foram para os playoffs, mas houve alguns pontos positivos, em especial uma impressionante temporada de estréia por sua segunda escolha no draft, Maurice Jones-Drew.

#### 2007
No Draft de 2007, os Jaguars usaram sua escolha na primeira rodada (21 no geral) para selecionar o safety de Flórida, Reggie Nelson. Em 31 de agosto de 2007, os Jaguars anunciaram que o quarterback David Garrard seria o titular da equipe, Garrard levou os Jaguars para um recorde de 11-5 e uma vaga no wild card dos playoffs.

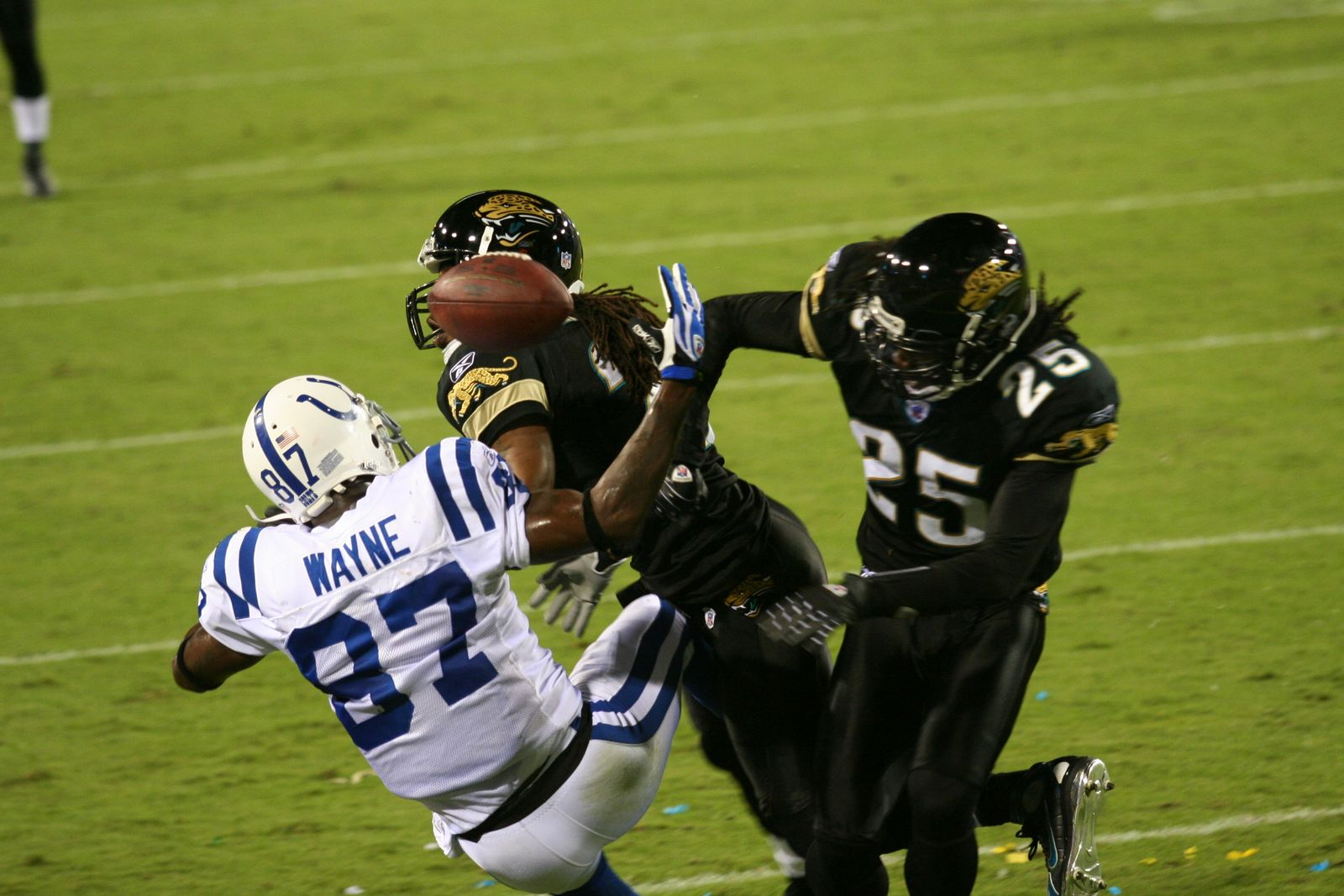
Reggie Nelson derrubando Reggie Wayne do Indianapolis Colts no Monday Night Football em 2007.

Os Jaguars derrotaram o Pittsburgh Steelers por 31-29 para vencer seu primeiro jogo nos playoffs em quase oito anos e sua primeira vitória no playoff desde 1997. Foi também a primeira vez nos 50 anos de história dos Steelers que eles foram derrotados duas vezes em casa pelo mesmo time na mesma temporada. No entanto, na rodada divisional, os Jaguars caíram para os então invictos New England Patriots; as equipes estavam empatadas no intervalo, mas os Patriots saíram na frente e venceram por 31-20.
O ataque da equipe em 2007 foi em grande parte uma ataque de corrida, com Maurice Jones-Drew e Fred Taylor tendo muitas jardas. David Garrard, no entanto, mostrou ser um passador eficiente em 2007, tendo apenas 3 interceptações.

#### 2008
A temporada de 2008 começou com grandes expectativas para os Jaguars . A equipe adquiriu o wide receiver, Jerry Porter, e os defensores novatos Quentin Groves, de Auburn e Derrick Harvey, da Flórida, para tratar das necessidades mais gritantes da equipe. Os jornalistas, incluindo Kevin Seifert, da ESPN.com, previram que os Jaguars estavam prontos para irem para o Super Bowl.

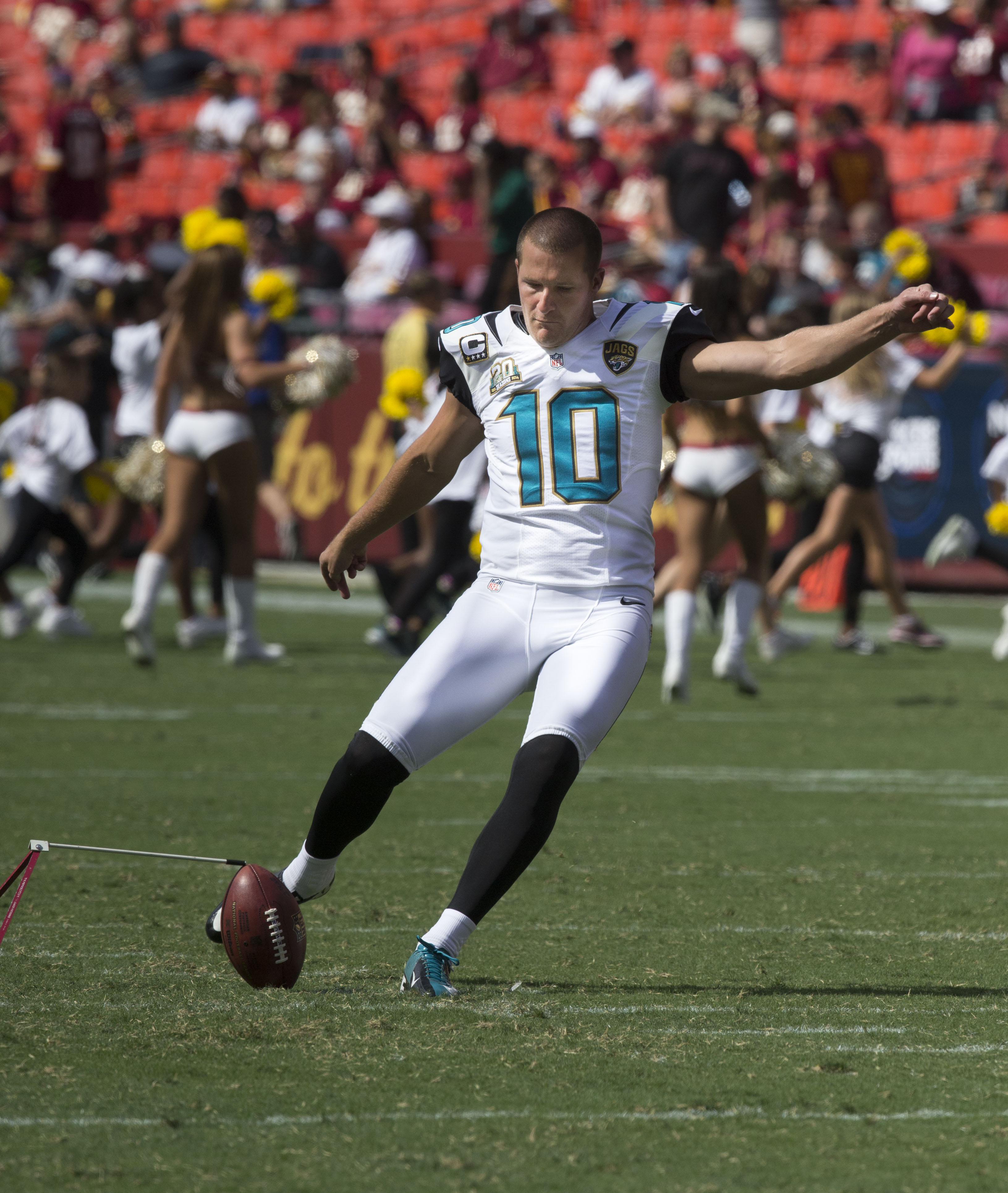
Josh Scobee é o maior pontuador da história dos Jaguars com 1.022 pontos.

No entanto, os Jaguars não corresponderam a essas expectativas, com um recorde de 5-11, o pior recorde da franquia desde 2003. As lutas da equipe foram em parte, resultado de uma série de lesões na linha ofensiva da equipe. A temporada de 2008 marcou o fim do período de  11 anos de Fred Taylor como um jogador dos Jaguars. Taylor, que é considerado um dos maiores Jaguars da história, correu para mais de 10 mil jardas durante seu tempo com Jacksonville e ganhou uma viagem ao Pro Bowl. Em 2009, ele assinou com o New England Patriots. 
A saída de Taylor abriu as portas para Maurice Jones-Drew se tornar o principal running back da equipe. Em 2011, Taylor assinou um contrato de um dia para poder se aposentar oficialmente como um jogador dos Jaguars.

#### 2009–2010
Os Jaguars esperavam começar uma nova era em 2009 sob o comando do seu novo gerente geral, Gene Smith. Smith deixou sua marca no início do Draft de 2009, adquirindo talentos como Eugene Monroe, Terrance Knighton, Derek Cox, Eben Britton e Mike Thomas, que fizeram contribuições significativas em seus anos de estreia. Os Jaguars terminaram esta temporada com um recorde de 7-9 e não conseguiram chegar aos playoffs. Nas férias, os Jaguars se separaram dos veteranos John Henderson e Reggie Hayward como parte do "movimento juvenil" da equipe.

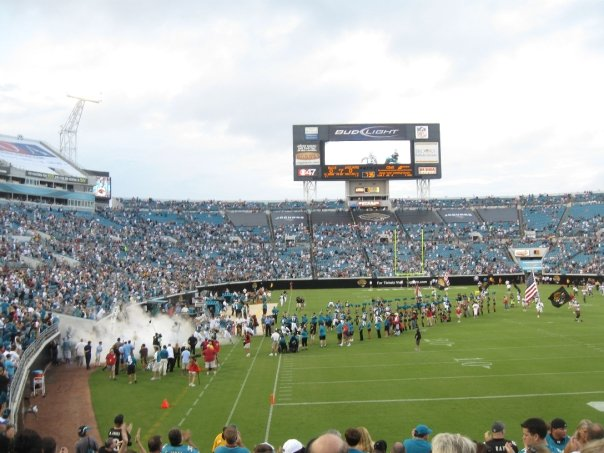
A entrada dos Jaguares durante um jogo de pré-temporada de 2009.

No entanto, 2009 também viu os números de comparecimento da equipe despencarem, levando a especulações de que a equipe poderia eventualmente ser movida ou vendida. O ano de 2009 marcou um ponto baixo, com a média de presença da equipe em cerca de 50.000 em sete dos oito jogos em casa e levando o comissário da NFL, Roger Goodell, a resolver o problema com o proprietário Wayne Weaver.
Jacksonville é um dos menores mercados da liga, embora seu estádio seja relativamente grande; desde 2005, a equipe cobriu cerca de 10.000 dos 73.000 assentos do estádio com lona, a fim de reduzir a capacidade oficial do estádio para um tamanho mais típico e reduzir os blecautes. A partir de 2008, a equipe sofreu ainda mais com a recessão do final dos anos 2000, que atingiu a Flórida de maneira particularmente dura, e com mudanças estruturais dentro da NFL que prejudicam as equipes em mercados menores.
Em 2010, para resolver este problema, a equipe e a cidade de Jacksonville empreenderam várias medidas destinadas a assegurar a viabilidade da franquia em Jacksonville. Os apoiadores começaram a campanha "Team Teal" para aumentar as vendas de ingressos. A cidade negociou um contrato de cinco anos, no valor de US $ 16,6 milhões, com o EverBank, de Jacksonville, para renomear o estádio EverBank Field. Como resultado, o público dos Jaguars aumentou drasticamente em 2010. Enquanto os números de comparecimento estavam estagnados para a maioria da NFL, Jacksonville viu um aumento de 36,5%, de longe o mais alto da liga.

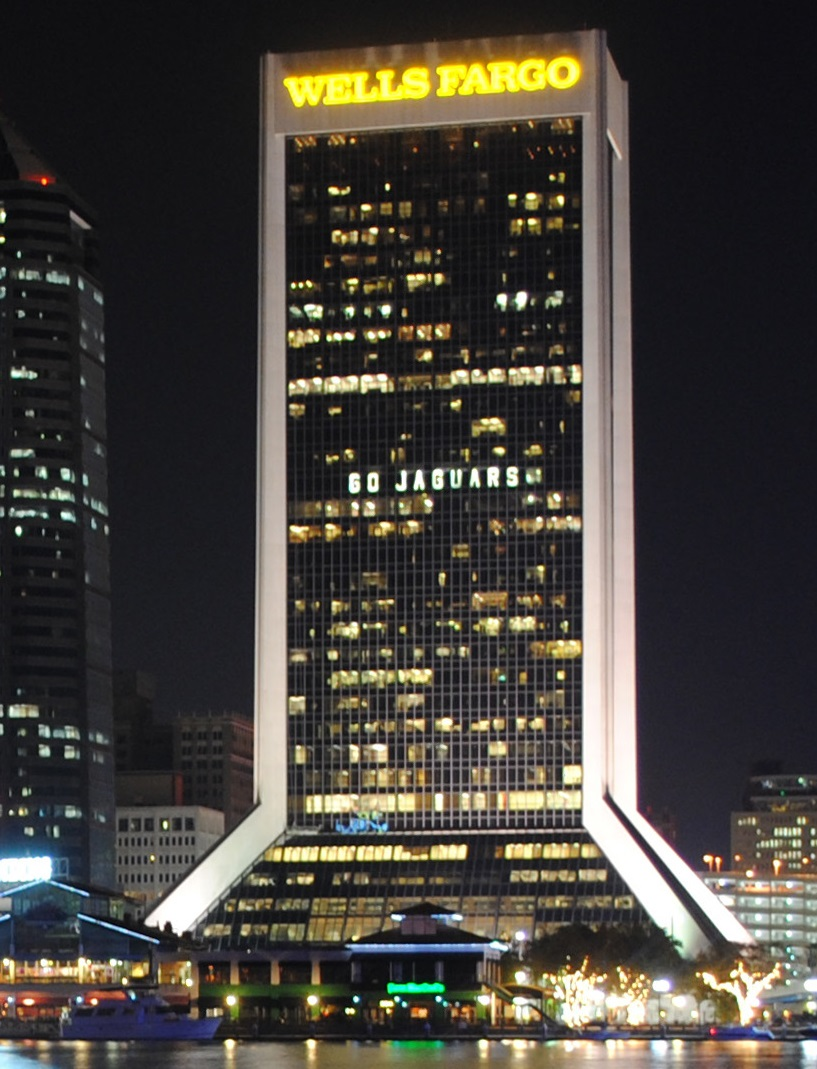
Wells Fargo Center com sua iluminação "Go Jaguars" para a temporada de 2011.

A temporada de 2010 também foi um grande ano para os Jaguars no campo. O running back Maurice Jones-Drew emergiu como segundo no campeonato em jardas e David Garrard fez 23 touchdowns, um recorde da franquia. Marcedes Lewis foi para seu primeiro Pro Bowl e os Jags teve um dos melhores pares de tackles defensivos com Terrance Knighton e o novato Tyson Alualu. Josh Scobee estabeleceu um recorde de equipe com um field goal de 59 jardas para vencer o Indianapolis Colts. Chegando em dezembro, Jacksonville estava no topo da AFC South e na disputa dos playoffs. Na semana 15, eles perderam para Indianápolis por 34-24 e colocou os Colts de volta no topo da AFC South. Os Jaguars perderam seus dois últimos jogos, colocando-se fora da disputa dos playoffs. Eles terminaram a temporada com um recorde de 8-8.

#### 2011

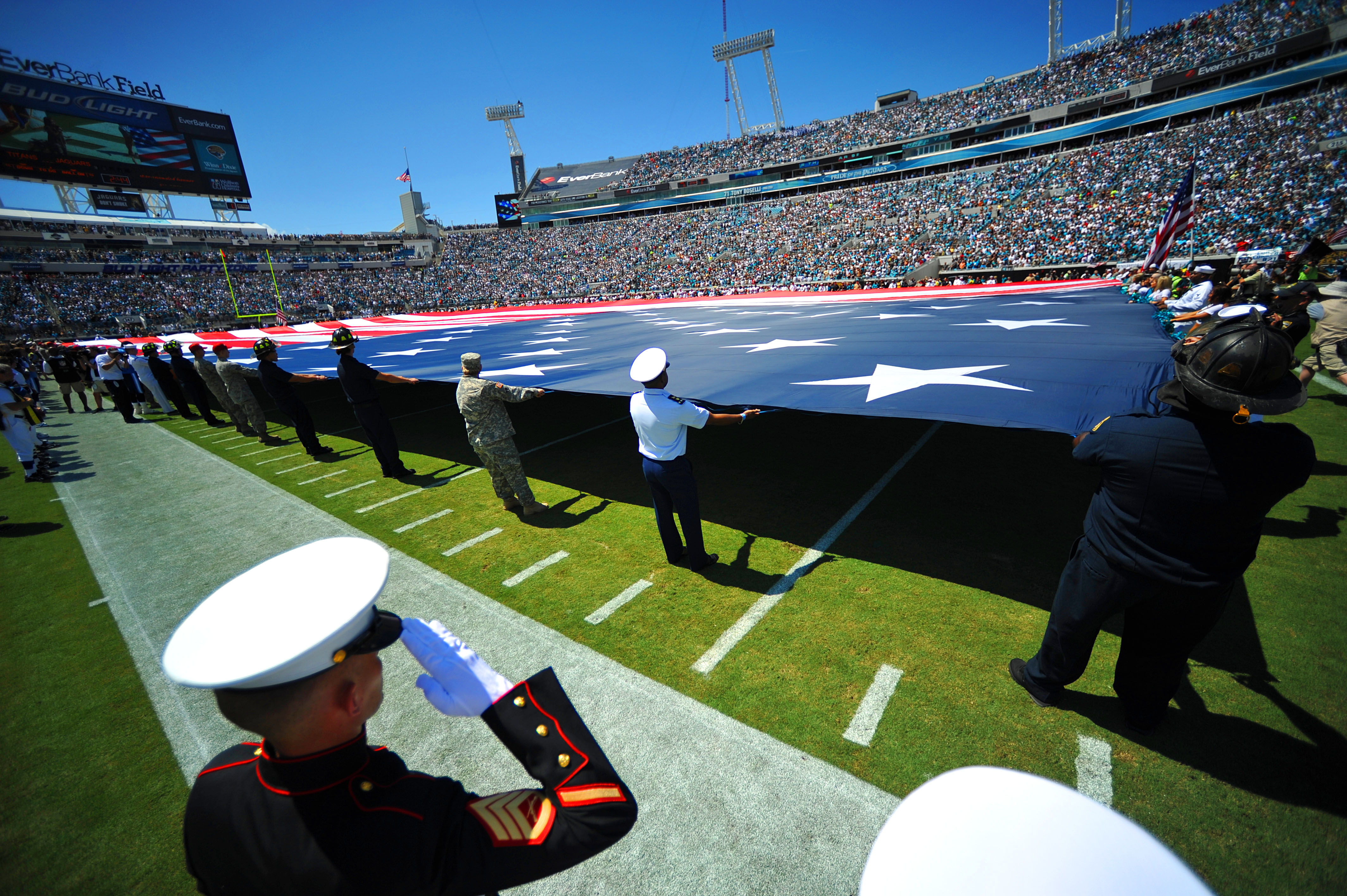
A temporada de 2011 começou no 10º aniversário dos ataques de 11 de setembro.

No Draft de 2011, os Jaguars negociaram uma primeira e uma segunda rodada, a fim de passar para a 10ª escolha e selecionar o quarterback do Missouri, Blaine Gabbert.
Em 6 de setembro de 2011, o quarterback David Garrard foi cortado da equipe poucos dias antes do início da temporada; Luke McCown foi nomeado titular. 
McCown foi titularem dois jogos até que teve quatro interceptações em uma derrota para o New York Jets e Blaine Gabbert foi nomeado titular na semana seguinte.
Em 29 de novembro de 2011, o proprietário Wayne Weaver anunciou a demissão do técnico Jack Del Rio, cujo recorde havia sido de 3-8 até a semanas 12. Del Rio foi sucedido pelo coordenador defensivo, Mel Tucker. Weaver também anunciou que o gerente geral Gene Smith havia recebido uma prorrogação de três anos do contrato.

### 2012

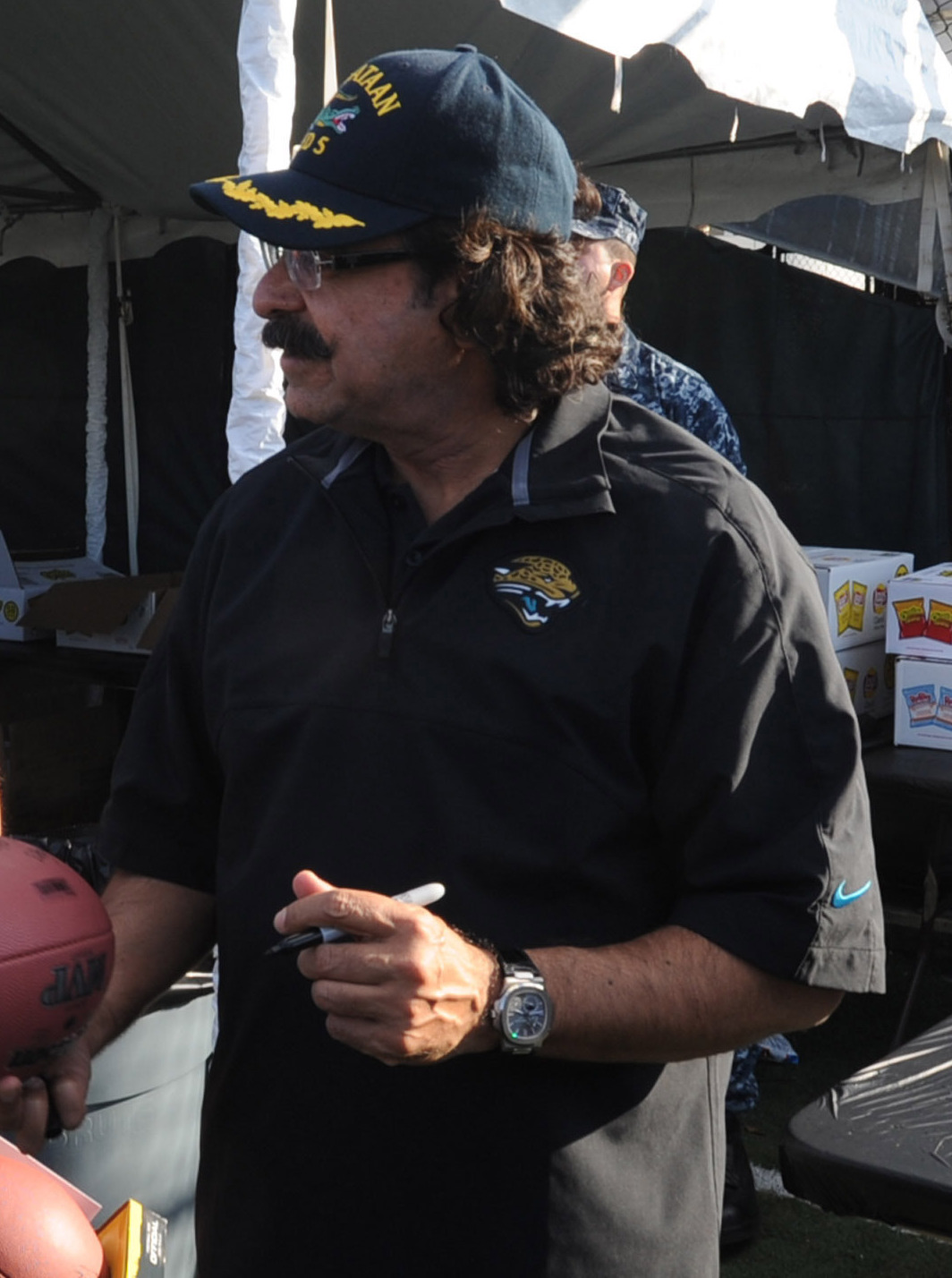
O empresário Shahid Khan comprou os Jaguars em 2012.

Imediatamente após o anúncio da demissão de Del Rio, Weaver também anunciou que a equipe seria vendida para o empresário Shahid Khan, de Illinois. A compra de Khan foi aprovada algumas semanas depois pelos proprietários de equipe da NFL e Khan assumiu a propriedade em 4 de janeiro de 2012. Ele imediatamente começou a busca da equipe por candidatos a treinador.
Em 13 de fevereiro de 2012, os Jaguars contrataram o presidente e CEO da MetLife Stadium, Mark Lamping, para ser o presidente da equipe. Lamping também passou 13 anos como presidente do St. Louis Cardinals. Lamping é o segundo presidente de equipe na história da franquia e o primeiro desde 1997, quando David Seldin deixou a posição.
Em 10 de janeiro de 2012, o ex-coordenador ofensivo do Atlanta Falcons, Mike Mularkey, foi nomeado treinador principal dos Jaguars. Em 13 de janeiro, foi anunciado que o técnico interino Mel Tucker permaneceria na equipe como coordenador defensivo / assistente técnico e que o ex-treinador dos quarterbacks dos Falcons, Bob Bratkowski, se tornaria o coordenador ofensivo. Em 20 de janeiro de 2012, a equipe contratou John Bonamego como coordenador de equipes especiais.
Os Jaguars começaram a temporada de 2012 com uma nova equipe de treinadores e um novo dono. Uma das principais prioridades da nova liderança foi melhorar o corpo de recebedores da equipe e ver a melhora do quarterback Blaine Gabbert após uma decepcionante temporada de estreia. Para fazer isso, a equipe selecionou Justin Blackmon na primeira rodada do Draft de 2012 e adquiriu Laurent Robinson como free agency. Apesar das mudanças, a equipe terminou com um recorde de 2-14, o pior da história da franquia. Tanto o gerente geral Gene Smith quanto o treinador Mike Mularkey foram demitidos logo após o final da temporada.

#### NFL International Series
Em 21 de agosto de 2012, os Jaguars anunciaram que haviam finalizado um acordo para jogar um jogo em casa de temporada regular a cada ano entre 2013 e 2016 no Estádio de Wembley, em Londres, como parte da NFL International Series. O primeiro desses jogos foi contra o San Francisco 49ers em 27 de outubro de 2013. Este acordo foi prorrogado até 2020.

### 2013–2016

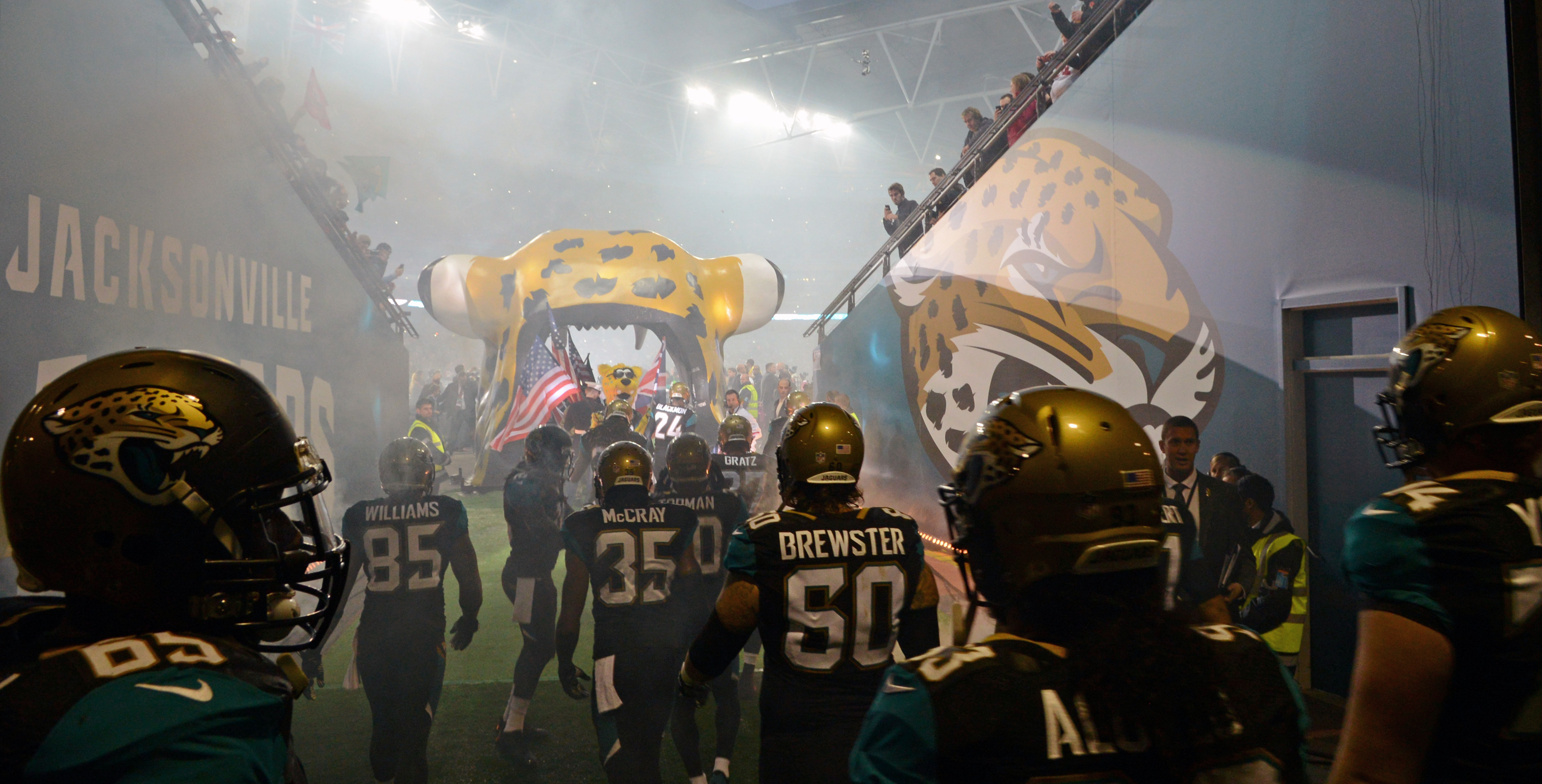
Os Jaguars entrando no Wembley Stadium, em Londres, em 27 de outubro de 2013.

Em 8 de janeiro de 2013, o ex-diretor de jogadores do Atlanta Falcons, David Caldwell, foi contratado como segundo gerente geral da história do Jaguars. Ele serviu anteriormente como um olheiro no Indianapolis Colts por 10 anos. Sua primeira tarefa com a equipe foi liderar o processo de entrevista para um novo treinador. Nove dias depois, o ex-coordenador defensivo do Seattle Seahawks, Gus Bradley, foi nomeado treinador principal dos Jaguars. Eles terminaram a temporada de 2013 com um recorde de 4-12.
Depois de terminar a temporada de 2013 com um recorde de 4–12, Maurice Jones-Drew, após 7 anos com os Jaguars, deixou a equipe e assinou um contrato de três anos com o Oakland Raiders.
Na primeira rodada do Draft de 2014, os Jaguars selecionaram o quarterback Blake Bortles, da Universidade da Flórida Central, e depois o wide receiver Marqise Lee, da Universidade do Sul da Califórnia, na segunda rodada. Os Jaguars conseguiram terminar a temporada com um recorde de 3-13.
Com muito dinheiro para negociar, Jacksonville contratou o defensive tackle Malik Jackson, do Denver Broncos, e o cornerback Prince Amukamara, do New York Giants. Com a quinta seleção, os Jaguars selecionaram o cornerback Jalen Ramsey da Universidade Estadual da Flórida na primeira rodada e depois o linebacker da segunda rodada Myles Jack da UCLA no Draft de 2016.
Em 18 de dezembro de 2016, Gus Bradley foi demitido após a nona derrota consecutiva dos Jaguars durante a temporada de 2016. O recorde de V-D de Bradley como treinador dos Jaguars foi de 14-48 em três temporadas.

### 2017 – presente

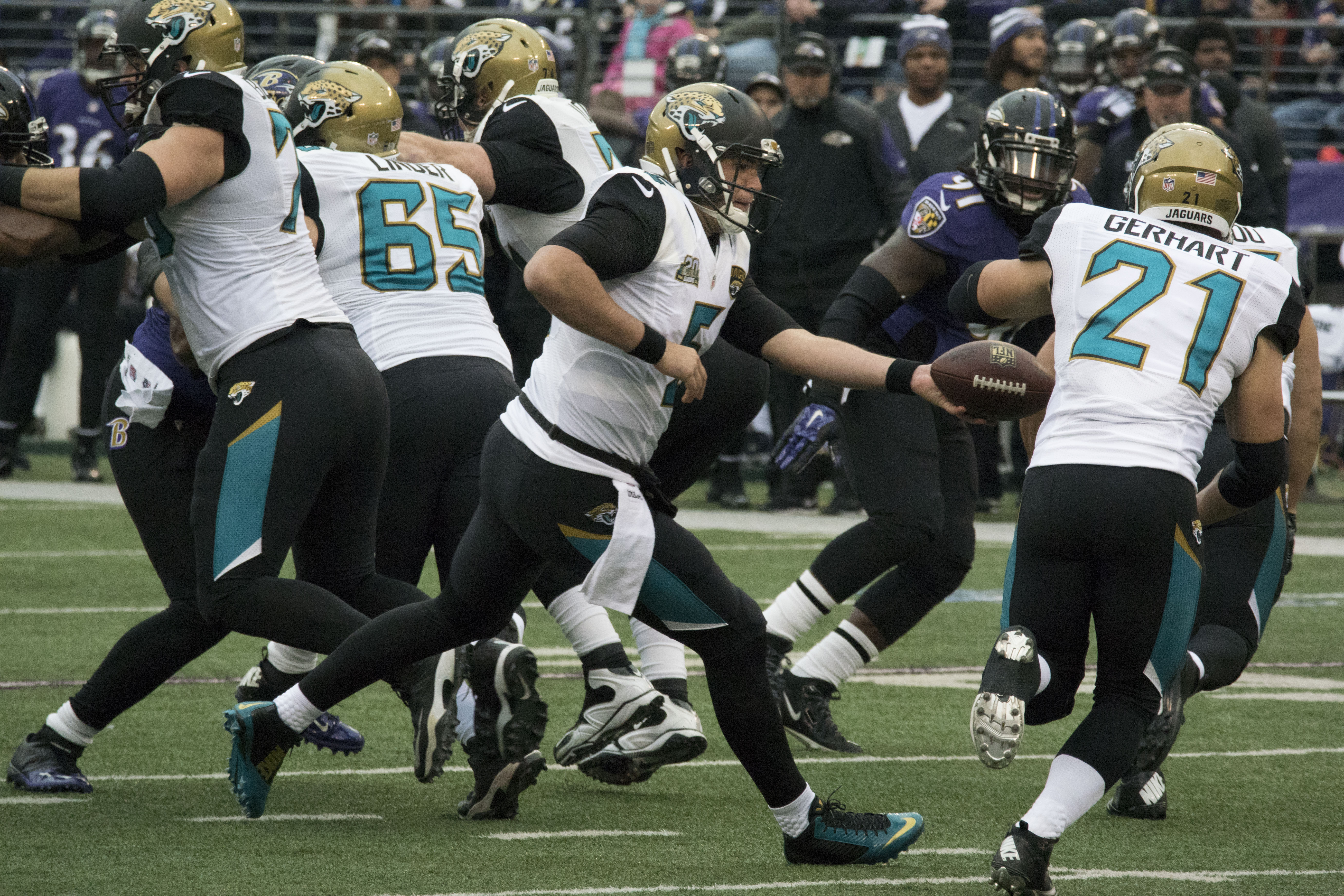
Blake Bortles entrega a bola a Toby Gerhart em dezembro de 2014.

Em 9 de janeiro de 2017, os Jaguars anunciaram que o treinador interino Doug Marrone seria o novo treinador, o contrato do Gerente Geral David Caldwell seria estendido e Tom Coughlin voltaria a Jacksonville para se tornar Vice-Presidente Executivo de Operações de Futebol. Tanto Doug Marrone quanto David Caldwell se reportavam ao vice-presidente executivo Tom Coughlin.
Na primeira rodada do Draft de 2017, os Jaguars selecionaram o running back Leonard Fournette, da LSU. Na anual NFL International Series em Londres, em 24 de setembro de 2017, os jogadores do Jaguars travaram os braços e se ajoelharam durante o hino nacional em resposta às observações do presidente Donald Trump sobre os jogadores da NFL que se ajoelham. Shahid Khan também participou e os jogadores do Baltimore Ravens se ajoelharam no lado oposto do campo. Quatro semanas depois, em 17 de outubro, o presidente dos Jaguars, Mark Lamping, enviou uma carta de desculpas ao diretor de assuntos militares e veteranos em Jacksonville que diz que os Jaguars foram "negligentes em não compreender completamente o efeito da demonstração do hino nacional em solo estrangeiro".
Depois da vitória da semana 15 sobre os Houston Texans, os Jaguars conquistaram sua primeira participação nos playoffs desde 2007; Eles terminaram a temporada com um recorde de 10-6, o suficiente para vencer a divisão pela primeira vez desde 1999. Os Jaguars derrotaram o Buffalo Bills por 10-3 em Jacksonville, marcando sua primeira vitória nos playoffs em dez anos. Na Rodada Divisional, em 14 de janeiro de 2018, os Jaguars derrotaram o Pittsburgh Steelers por 45-42 em Pittsburgh, sua segunda vitória no Heinz Field naquela temporada, para avançar para seu 3º AFC Championship Game, e seu primeiro em 18 anos. Depois de liderar a maior parte do jogo, eles perderam para o New England Patriots por 24-20. Na temporada, a defesa ganhou o apelido de "Sacksonville" por causa de seu domínio.

## Cores da equipe, logotipos e mascote

### Logotipos
No dia em que a NFL premiou a equipe de expansão de Jacksonville, Wayne Weaver, um triunfante, segurou o capacete de prata e a camisa azul da Jaguars na reunião dos proprietários da NFL em Chicago. As cores da equipe seriam verde-azulado, dourado e prateado com detalhes em preto. No entanto, este design de camisa e capacete, com um jaguar saltitante, criou polêmica. A Ford Motor Company, na época controladora da montadora Jaguar, acreditava que o logotipo dos Jaguars se assemelhava demais ao logotipo da montadora. Apesar de nenhum processo ter sido levado a julgamento, os advogados da equipe e da montadora negociaram um acordo, em última análise amigável, pelo qual a Jaguar seria nomeada o carro oficial da equipe e os Jaguars reprojetariam seus uniformes.
O novo logotipo era uma cabeça de onça-pintada com uma língua de cerceta, que Weaver disse que era o toque de sua esposa. Ele também alegou que a língua de cerceta veio de "alimentar panteras para os nossos jaguares" - um golpe óbvio em seus irmãos de expansão.
Em 2009, Weaver anunciou que queria "limpar" a imagem da equipe. Isso significava a eliminação do logotipo da Jaguar, que engatinhava por todo o corpo, do Jaguar e das duas marcas anteriores que continham o texto em torno desses logotipos.
Em fevereiro de 2013, o proprietário dos Jaguars, Shahid Khan, que havia adquirido a equipe no final de 2011, introduziu uma nova identidade para a equipe que incluiu um novo logotipo, marca e logotipo secundário. O novo logótipo da Jaguar foi concebido para ser "mais feroz" e mais realista. O logo secundário incorporou o novo logo da Jaguar juntamente com o primeiro uso oficial do popular apelido da equipe "Jags". As duas imagens foram encaixadas em uma forma de escudo, projetada para ser um tributo à comunidade militar de Jacksonville.
A partir de 2013, os Jaguars começaram a apresentar ouro com mais destaque do que no passado. De fato, a partir de 2009–12, o ouro foi usado apenas no logotipo da equipe e como uma pequena cor de destaque.

### Uniformes

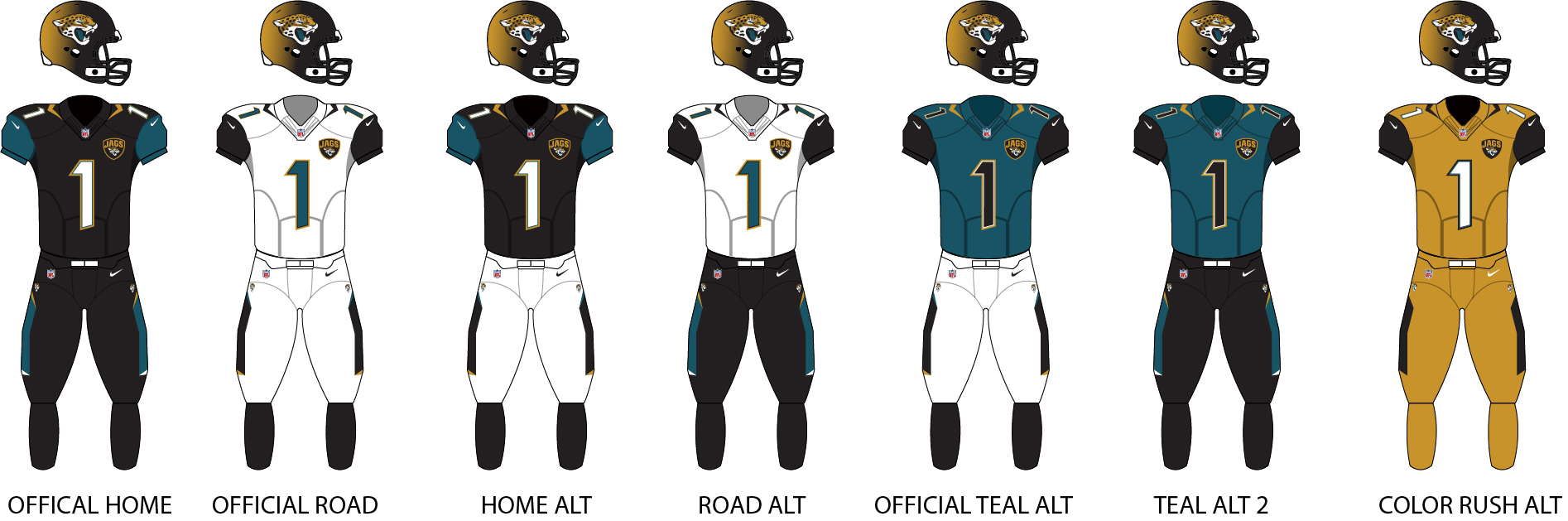
Os uniformes do Jacksonville Jaguars usados de 2013 a 2015.

Durante a maior parte de sua história, os Jaguars fizeram o que muitas outras equipes da NFL tradicionalmente fazem: usam suas camisas brancas em casa durante a primeira metade da temporada - forçando os adversários a usarem suas roupas escuras sob os sufocantes outonos de Jacksonville. As únicas exceções foram em 2004 e 2008-10, quando os Jaguars optaram por usar cerceta para todos os jogos em casa. Na pré-temporada, os Jaguares costumam usar a teal em casa, já que esses jogos são jogados à noite, quando há muito pouca vantagem com o calor.

### Mascote

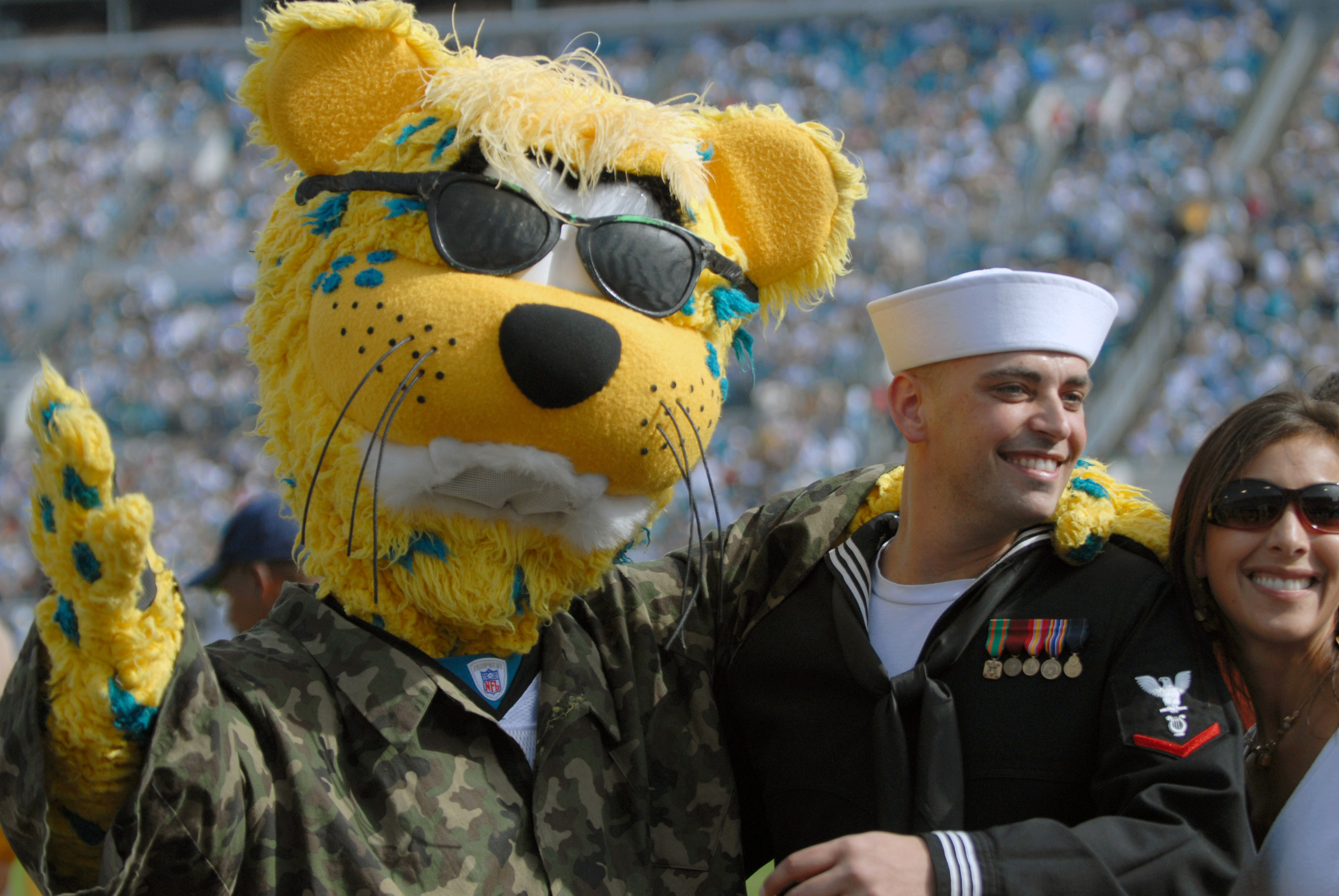
Jaxson de Ville com o finalista da temporada 6 do American Idol, Phil Stacey.

Desde sua introdução em 1996, Jaxson de Ville serviu como mascote dos Jaguares. Jaxson entretém a multidão antes e durante os jogos com suas palhaçadas. O mascote estabeleceu uma reputação de fazer entradas dramáticas, incluindo bungee jumping fora das luzes do estádio, deslizando uma corda do placar e parachuting no estádio.
As artimanhas de Jaxson causaram problemas em 1998 e determinaram a mudança das regras de mascote da NFL e também fizeram com que ele se acalmasse. No entanto, Jaxson ainda era visto, por alguns, como um mascote que fica no caminho durante o jogo. Após o jogo de 22 de outubro de 2007 contra Indianápolis, o presidente dos Colts, Bill Polian, reclamou com a NFL, e Jaxson foi repreendido novamente.
A primeira aparição de Jaxson foi em 18 de agosto de 1996 e foi interpretado por Curtis Dvorak desde seu início até sua aposentadoria em junho de 2015.

### Jacksonville Roar
O Jacksonville Roar é a euquipe de Animadora de torcida oficial dos Jaguares. O grupo foi criado em 1995, ano inaugural da equipe, e realiza regularmente coreografias durante os jogos da equipe.
Além de se apresentarem em jogos e reuniões estimulantes, os membros funcionam como embaixadores da boa vontade da equipe, participando de eventos corporativos, comunitários e de caridade na área metropolitana de Jacksonville, onde assinam autógrafos e posam para fotos. Eles também participam de turnês da NFL para entreter soldados e mulheres americanas em todo o mundo.

## Estádio

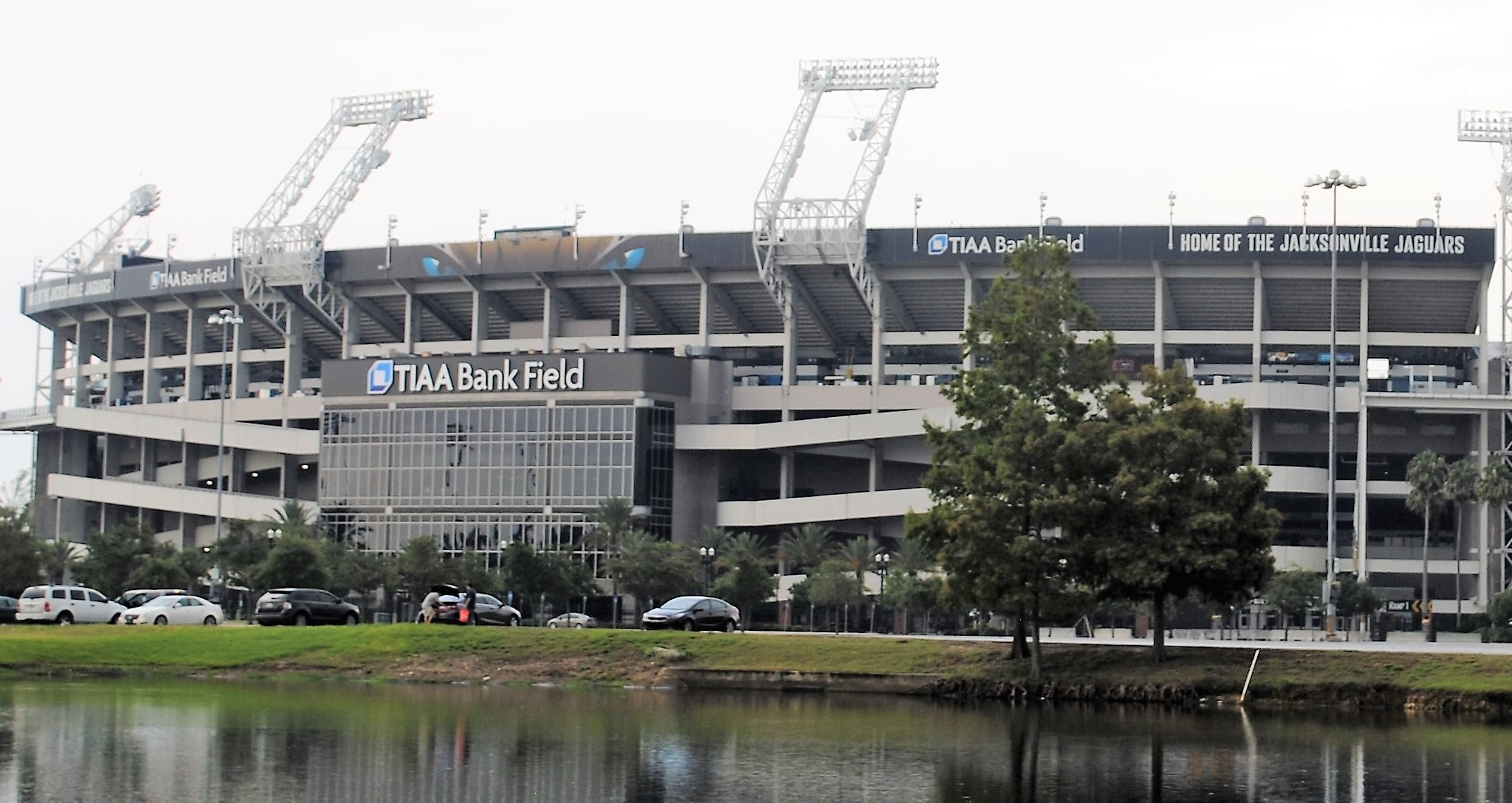
EverBank Stadium, casa do Jacksonville Jaguars.

O EverBank Stadium (anteriormente conhecido como Jacksonville Municipal Stadium, TIAA Bank Field, Alltel Stadium e EverBank Field) está localizado na margem norte do rio St. Johns e tem sido a casa dos Jaguars desde a primeira temporada da equipe em 1995. O estádio tem capacidade para 69.132, com assentos adicionais adicionados durante o Florida-Georgia Game e o Gator Bowl.
O estádio serviu como o local do Super Bowl XXXIX, além de quatro jogos de playoff dos Jaguars, incluindo o AFC Championship Game de 1999. Também sediou o ACC Championship Game entre 2005 e 2007 e o River City Showdown em 2007 e 2008.
De 1995 a 97 e novamente de 2006 a 2009, o estádio recebeu o nome de Estádio Municipal de Jacksonville. De 1997 a 2006, o estádio foi chamado de Estádio Alltel. Os direitos de nome foram comprados pelo EverBank antes da temporada de 2010. Antes da temporada de 2018, os Jaguars anunciaram que o estádio seria renomeado para TIAA Bank Field.
O estádio recebeu um upgrade substancial em 2014 com a adição de novos painéis de avaliação, piscinas, assentos em cabines e assentos premium que incluem 180 assentos em nível de campo. Os placares têm 18m de altura. Os novos painéis de avaliação do TIAA Bank Field são agora os maiores do mundo. Duas piscinas foram instaladas nas zonas norte e sul, juntamente com a cabana. Os upgrades do estádio foram de US $ 63 milhões que o proprietário Shahid Khan ajudou a financiar US $ 20 milhões do custo total.

## Rivais
O Jacksonville Jaguars têm três rivais primários: Tennessee Titans, Indianapolis Colts e Houston Texans. Eles também têm rivalidades geográficas com o Miami Dolphins e Tampa Bay Buccaneers. Os Jaguars também têm uma rivalidade com seus irmãos de expansão de 1995, o Carolina Panthers. Os Jaguars também têm rivalidades com outras equipes que surgiram nos dias da AFC Central, principalmente com o Pittsburgh Steelers.

## Recordes

### Recordes em uma temporadas
Passando
- Jardas passadas: 4,428 – Blake Bortles (2015)
- Passes para touchdowns: 35 – Blake Bortles (2015)
- Passes completados: 368 – Blake Bortles (2016)
- Passes tentados: 625 – Blake Bortles (2016)
- Passe mais longo completo: 90 jardas – Blake Bortles (2015)

Correndo
- Jardas terrestres: 1,606 – Maurice Jones-Drew (2011)
- Corridas: 345 – Fred Taylor (2003)
- Touchdowns terrestres: 15 – Maurice Jones-Drew (2009)
- Mais longa corrida: 90 jardas – Leonard Fournette (2017)
- Jardas terrestres por jogo: 107,6 jardas – Fred Taylor (2003)

Recebendo
- Recepções: 116 – Jimmy Smith (1999)
- Jardas recebidas: 1,636 – Jimmy Smith (1999)
- Touchdowns recebidos: 14 – Allen Robinson (2015)

Retornos
- Mais retornos de Punt: 49 – Alvin Pearman (2005)
- Mais longo punt retornado: 85 jardas – Reggie Barlow (1998)
- Mais longo kickoff retornado: 100 jardas – Maurice Jones-Drew (2007) e Marqise Lee (2016)

Chutes
- Field goals: 31 – Mike Hollis (1997 e 1999)
- Extra Points convertidos: 45 – Mike Hollis (1998)
- Punts: 95 – Bryan Anger (2013)
- Jardas no Punt: 4,464 – Bryan Anger (2014)

### Recordes na carreira
- Jardas passadas: 25,698 - Mark Brunell (1995–2003)
- Passes para touchdowns: 144 - Mark Brunell (1995–2003)
- Jardas terrestres: 11,271 - Fred Taylor (1998–2008)
- Touchdowns terrestres: 68 - Maurice Jones-Drew (2006–2013)
- Recepções: 862 - Jimmy Smith (1995–2005)
- Jardas recebidas: 12,287 - Jimmy Smith (1995–2005)
- Passes interceptados: 30 - Rashean Mathis (2003–2012)
- Field goals: 235 - Josh Scobee (2004–2014)
- Pontos: 1,022 - Josh Scobee (2004–2014)
- Total touchdowns: 81 - Maurice Jones-Drew (2006–2013)
- Média de retorno de punt: 56,0 - Scott Starks (2005-2009)
- Média de retorno de Kickoff: 46,0 - Will Moore (1997-1998)
- Sacks: 55,0 - Tony Brackens (1996–2003)
- Tackles: 586 - Paul Posluszny (2011–2017)
- Vitórias (treinador): 68 - Jack Del Rio (2003–2011) e Tom Coughlin (1995-2002)

## Jogadores

### Números retirados
Apesar de não ter sido oficialmente aposentado, o número 71 usado pelo Offensive tackle, Tony Boselli, a primeira escolha de draft da história Jaguars, não foi usado desde sua aposentadoria em 2002. O número não está em circulação mas está (junto com o número 28 de Fred Taylor) oficialmente disponível para uso se as circunstâncias o justificarem.

### Orgulho dos Jaguars
Um concurso foi realizado em julho de 2006 para nomear o anel de honra do clube e "Pride of the Jaguars" foi escolhido com 36% dos votos. Foi revelado durante a temporada de 2006, durante um jogo contra o New York Jets em 8 de outubro. Tony Boselli foi o primeiro jogador a entrar.
Em 1º de janeiro de 2012, o dono da equipe, Wayne Weaver, e sua esposa, Delores, foram adicionados ao Pride of the Jaguars em seu último jogo antes da venda da equipe para Shahid Khan. Em 7 de junho de 2012, os Jaguares anunciaram que Fred Taylor seria o próximo e ele foi oficialmente empossado em 30 de setembro de 2012. O ex-quarterback  Mark Brunell, também foi introduzido no "Pride of the Jaguars" em 15 de dezembro de 2013.
| No. | Jogadores              | Posições | Temporadas | Introdução |
| --- | ---------------------- | -------- | ---------- | ---------- |
| 71  | Tony Boselli           | OT       | 1995–2001  | 2006       |
| —   | Wayne e Delores Weaver | Dono     | 1993–2011  | 2012       |
| 28  | Fred Taylor            | RB       | 1998–2008  | 2012       |
| 8   | Mark Brunell           | QB       | 1995–2003  | 2013       |
| 82  | Jimmy Smith            | WR       | 1995-2005  | 2016       |

## Trabalho na comunidade
A Jacksonville Jaguars Foundation foi fundada em 1994, quando o acordo de franquia foi anunciado pela primeira vez. Desde então, a Fundação doou mais de US $ 20 milhões para os esforços da área de melhoria da comunidade. A Fundação concentra-se em muitas iniciativas, como Honor Rows, programas anti-tabagismo, NFL Play 60 e apoio a veteranos. A Fundação concede mais de US $ 1 milhão anualmente para organizações que assistem "jovens e famílias economicamente e socialmente desfavorecidas".
O primeiro treinador dos Jaguars, Tom Coughlin, fundou a Fundação Tom Coughlin Jay Fund em 1996 para ajudar jovens vítimas de câncer e suas famílias com assistência emocional e financeira. A caridade permaneceu em Jacksonville depois que Coughlin saiu para treinar o New York Giants.